# Tyler Forbes
Tyler Forbes (ur. 18 kwietnia 2002  w Road Town) – piłkarz z Brytyjskich Wysp Dziewiczych występujący w reprezentacji tego kraju.

## Kariera reprezentacyjna
Tyler Forbes zadebiutował w narodowych barwach 16 października 2018 r. w przegranym 0:4 meczem wyjazdowym z Martyniką. Do tej pory w kadrze rozegrał 30 meczów i strzelił 4 bramki (stan na 30.07.2025). Gol zdobyty z Bonaire dnia 6 września 2019 roku uczynił go najmłodszym strzelcem w historii dla Brytyjskich Wysp Dziewiczych.

## Bramki w reprezentacji
| Nr | Data                 | Stadion                                                               | Przeciwnik | Bramka na | Wynik | Zawody                          |
| -- | -------------------- | --------------------------------------------------------------------- | ---------- | --------- | ----- | ------------------------------- |
| 1. | 6 września 2019      | Ergilio Hato Stadium, Willemstad, Curaçao                             | Bonaire    | 1–0       | 2–4   | Liga Narodów CONCACAF 2019/2020 |
| 2. | 6 września 2019      | Ergilio Hato Stadium, Willemstad, Curaçao                             | Bonaire    | 2–4       | 2–4   | Liga Narodów CONCACAF 2019/2020 |
| 3. | 13 października 2019 | Warner Park, Basseterre, Saint Kitts i Nevis                          | Bonaire    | 2–1       | 3–4   | Liga Narodów CONCACAF 2019/2020 |
| 4. | 23 marca 2023        | A.O. Shirley Recreation Ground, Road Town, Brytyjskie Wyspy Dziewicze | Portoryko  | 1–0       | 1–3   | Liga Narodów CONCACAF 2022/2023 |